# Кератини
Кератини — сімейство фібрилярних білків, що їх характеризує механічна міцність, яка серед матеріалів біологічного походження поступається лише хітинові. Переважно з кератинів складаються рогові похідні епідермісу шкіри — такі структури, як волосся, нігті, роги носорогів, пір'я та рамфотека дзьоба птахів та інше. Відповідно до їх молекулярної конформації α-спіралі і β-листа розрізняють α- і β-кератини.

## Структура і властивості
Волокниста структура кератинів посилює їх міцність: окремі амінокислотні ланцюги утворюють правосторонню α-спіраль. Дві спіралі утворюють лівосторонню суперспіраль і дві цих суперспіралі утворюють один протофібрилу, багато протофібрил об'єднуються в мікрофібрили, багато мікрофібрил об'єднуючись у пучки утворюють макрофібрили. Волокна є тим жорсткіші, чим частіше їх компоненти об'єднані в сітку за допомогою поперечних дисульфідних зв'язків між залишками амінокислоти L-цистеїну. У кігтях і рогах міститься більше дисульфідних зв'язків, як у волоссі і вовні.
Перед зроговінням в епітеліальній тканині ссавців та інших видів тварин α-кератини (або цитокератини) присутні в вигляді вільно організованих кератинових філаментів. Вони належать до проміжних філаментів, які разом з мікротрубочками і мікрофіламентами утворюють цитоскелет еукаріотичних клітин. На сьогодні відомо 20 типів кератинових білків (див таблицю), їх молекулярна маса знаходиться в межах 40-68 кДа. Цитокератини з CK1 по CK8 належать до нейтрально-лужної підродини типу А, цитокератини з CK9 по CK20 до кислої підсім'ї типу В. Вони утворюють в проміжних філаментах парні гетеродимерні комплекси з кератинів типу А і типу В. Зразок зроговіння цих комплексів у різних епітеліальних клітинах значно відрізняється, це дає можливість визначення походження цих клітин через визначення антитіл до субтипів CK1-CK20. Це використовують у патологоанатомічній діагностиці, щоб визначити походження метастазів пухлини. Мутація в різних генах, які відповідальні за синтез кератинів, призводить до розвитку ряду рідкісних спадкових захворювань — іхтіозів.
| A (нейтрально- лужні) | B (кислі)  | Походження                                                      | Патологія                                     |
| --------------------- | ---------- | --------------------------------------------------------------- | --------------------------------------------- |
| CK1, CK2              | CK9, CK10  | багатошаровий зроговілий епітелій (епідерміс)                   | Іхтіоз Курта-Макліна                          |
| CK3                   | CK12       | рогівка                                                         | Дистрофія рогівки                             |
| CK4                   | CK13       | багатошаровий незроговілий епітелій                             |                                               |
| CK5                   | CK14, CK15 | базальні клітини комплексного епітелію, а також міоепітеліцитів | Бульзний епідерміоліз простий; синдром Негелі |
| CK6A                  | CK16, CK17 | багатошаровий незроговілий плоский епітелій, проліферація       | Вроджена пахіоніхія                           |
| CK7                   | CK19       | одношаровий епітелій                                            |                                               |
| CK8                   | CK18, CK20 | одношаровий епітелій                                            |                                               |

Прикладом β-кератинів може слугувати фіброїн — кератин павутиння і шовку.